# Acacia latifolia
Acacia latifolia är en ärtväxtart som beskrevs av George Bentham. Acacia latifolia ingår i släktet akacior, och familjen ärtväxter. Inga underarter finns listade i Catalogue of Life.